# Le Yangyang, A Xiang, A He, A Ru y A Yi
Le Yangyang, A Xiang, A He, A Ru y A Yi (colectivamente Yangyang) son las mascotas oficiales de los Juegos Asiáticos de 2010, que se celebraron en Guangzhou en noviembre de 2010.